# 2009 год в литературе

## События
- 2009 год объявлен (ЮНЕСКО) годом Николая Васильевича Гоголя .
- В России учреждена литературная премия за прозаическое произведение НОС .
- 22 марта — закончилась кампания «Большое чтение» в Болгарии. Самым популярным романом в стране объявлен «Под игом» Ивана Вазова.
- Вследствие скандального суда над директором, прекратила своё существование итальянская и международная литературная Премия Гринцане Кавур.

## Премии

### Международные
- Нобелевская премия по литературе — Герта Мюллер, «которая с сосредоточенностью в поэзии и искренностью в прозе описывает жизнь обездоленных»[1].
- Дублинская литературная премия — Майкл Томас, «Упавший человек» (англ. Man Gone Down).
- Премия Виленицы — Клаудио Магрис.
- Премия Агаты — Луиза Пенни, «Жестокие слова» (англ. The Brutal Telling).
- Премия Франца Кафки — Петер Хандке.
- Нейштадтская литературная премия — не вручалась.
- Премия мира немецких книготорговцев — Клаудио Магрис.
- Премия «Хьюго» за лучший роман — Нил Гейман, «История с кладбищем» (англ. The Graveyard Book)[2].
- Премия «Хьюго» за лучшую повесть — Нэнси Кресс, «Связь Эрдмана» (англ. The Erdmann Nexus)[2].
- Премия «Хьюго» за лучшую короткую повесть — Элизабет Бир, «Шогготы в цвету» (англ. Shoggoths in Bloom)[2].
- Премия «Хьюго» за лучший рассказ — Тед Чан, «Выдох» (англ. Exhalation)[2].
- АБС-премия:
  - номинация «Художественная проза» — Евгений Лукин, повесть «Лечиться будем»;
  - номинация «Критика и публицистика» — Евгений Войскунский, эссе «Остров в океане».
- Международная премия Ибсена — Ариана Мнушкина[3].
- Международная детская литературная премия имени В. П. Крапивина — не вручалась.

### Австрия
- Премия Эриха Фрида — Эстер Дишерайт.
- Австрийская государственная премия по европейской литературе - Пер Улов Энквист[4].

### Великобритания
- Букеровская премия — Хилари Мэнтел, «Вулфхолл» (англ. Wolf Hall)[5].
- Премия Сомерсета Моэма:

1. Адам Фоулдз, «Нарушенное слово» (англ. The Broken Word);
2. Алиса Альбиния, «Империя Инда» (англ. Empires of the Indus);
3. Родж Гласс, «Аласдэр Грей: биография секретаря» (англ. Alasdair Gray: A Secretary’s Biography).

- Женская премия за художественную литературу — Мерилин Робинсон, «Дом» (англ. Home)[6].

### Германия
- Премия Георга Бюхнера —  Вальтер Каппахер.
- Бременская литературная премия — Мартин Клюгер, «Der Vogel, der spazieren geht».

### Израиль
- Государственная премия Израиля:
  - номинация «за исследование литературы на иврите» — Исраэль Левин;
  - номинация «за общее литературоведение» — Реувен Цур.
- Литературная премия имени Бялика — не вручалась.
- Иерусалимская премия — Харуки Мураками.

### Испания
- Премия Сервантеса — Хосе Эмилио Пачеко.
- Премия принцессы Астурийской — Исмаил Кадаре[7].

### Норвегия
- Премия Ибсена — Кристофер Нильсен, «Verdiløse menn».
- Премия Браги:
  - номинация «Беллетристика» — Карл Уве Кнаусгор, за первый том автобиографии «Моя борьба» (норв. Min Kamp. Første bind);
  - номинация «Детская литература» — Мария Парр, «Тоня Глиммердал» (нюнорск Tonje Glimmerdal).

### Россия
- Премия Андрея Белого:
  - номинация «Поэзия» — Николай Кононов;
  - номинация «Проза» — Анатолий Барзах, (от премии отказался);
  - номинация «Гуманитарные исследования» — Наталия Автономова;
  - номинация «Литературные проекты/Критика» —  Александр Уланов.
- Литературная премия «Большая книга»:

1. Леонид Юзефович (роман «Журавли и Карлики», I премия);
2. Александр Терехов (роман «Каменный мост», II премия);
3. Леонид Зорин (сборник «Скверный глобус», III премия)[8].

- Московский счёт — Сергей Гандлевский, книга «Опыты в стихах».
- Независимая литературная премия «Дебют»:
  - номинация «Крупная проза» — Гулла Хирачев (Алиса Ганиева) за повесть «Салам тебе, Далгат!»;
  - номинация «Малая проза» — Полина Клюкина за подборку рассказов.
  - номинация «Поэзия» — Екатерина Соколова за подборку стихотворений;
  - номинация «Драматургия» — Анна Батурина за пьесу «Фронтовичка»;
  - номинация «Эссеистика» — Евгений Табачников за эссе «Поколение „Я“»[9].
- Российская национальная премия «Поэт» — Инна Лиснянская[10].
- Русский Букер — Елена Чижова, «Время женщин».
- РосКон — Сергей Слюсаренко, «Кубатура сферы».
- Российская негосударственная премия «Триумф» — Евгений Попов.
- Премия имени П. П. Бажова:

1. Евгений Касимов — за книгу «Физиология Екатеринбурга»;
2. Николай Шилов — за воплощение детского взгляда на мир в книге стихов «Полёт над васильками»;
3. Зоя Прокопьева — за представление жизнестойкости русского народа в романе «Своим чередом»;
4. Олег Раин (Андрей Щупов) — за роман «Отроки до потопа».

- Премия Ивана Петровича Белкина — Ульяна Гамаюн, «Безмолвная жизнь со старым ботинком»[11].
- НОС (премия) — Лена Элтанг, «Каменные клёны»[12].
- Национальный бестселлер — Андрей Геласимов, «Степные боги».
- Премия Александра Солженицына — Виктор Астафьев, «писателю мирового масштаба, бесстрашному солдату литературы, искавшему свет и добро в изувеченных судьбах природы и человека» (посмертно)[13].
- Литературная премия «Чаша круговая» — Владимир Блинов[14].
- Всероссийская премия имени Самуила Маршака:
  - номинация «Проза» — Святослав Сахарнов;
  - номинация «Поэзия» — Наталья Хрущёва[15].

### США
- Всемирная премия фэнтези за лучший роман:

1. Джеффри Форд, «Год призраков» (англ. The Shadow Year);
2. Марго Лэнеган, «Tender Morsels».

- Всемирная премия фэнтези за лучшую повесть — Ричард Боус, «Где ангелы сражаются».
- Всемирная премия фэнтези за лучший рассказ — Кидж Джонсон 	«26 monkeys, Also The Abyss».
- Премия Эдгара Аллана По:
  - номинация «за лучший роман» — Чарльз Бокс, «Голубые небеса», (англ.  Blue Heaven);
  - номинация «лучший первый роман» — Фрэнси Лин, «Иностранец» (англ. The Foreigner)[16][17].
- Пулитцеровская премия за художественную книгу —  Элизабет Страут, «Оливия Киттеридж» (англ. Olive Kitteridge)[18].
- Пулитцеровская премия за лучшую драму — Линн Ноттаж, «Испорченная» (англ. Ruined)[19].
- Пулитцеровская премия за поэзию — Уильям Мервин, «Тень Сириуса» (англ. The Shadow of Sirius)[20].

### Франция
- Гонкуровская премия —  Мари Ндьяй, «Три сильные женщины» (фр. Trois Femmes puissantes)[21].
- Премия Фемина — Гвенаэль Обри, «Никто»;
  - премия «зарубежному автору» — Маттиас Чокке, «Морис с курицей» (нем. Maurice mit Huhn);
  - премия «за эссе» — Мишель Перро, «История комнат» (фр. Histoire de chambres).
- Премия Медичи —  Дани Лаферьер, «Загадка возвращения» (фр. L'Énigme du retour);
  - премия «за лучшее зарубежное произведение» — Дейв Эггерс, «Что есть что: Автобиография Валентино Эчака Денга» (англ. What Is the What: The Autobiography of Valentino Achak Deng);
  - премия «за эссеистику» — Ален Ферри, «Память о безумии Эммы» (англ. Mémoire d’un fou d’Emma).
- Премия Ренодо — Фредерик Бегбедер, «Французский роман» (фр. Un roman français).

### Швеция
- Премия памяти Астрид Линдгрен — Tamer Institute for Community Education[англ.][22].
- Литературная премия Шведской академии — Хьелль Аскильдсен[23].

### Япония
- Литературная премия имени Номы — Хикару Окуидзуми — «Императорские регалии» (神器).
- Премия имени Рюноскэ Акутагавы:
  - 2009а: Кэнъитиро Исодзаки — «Зимнее жилище» (終の住処);
  - 2009б: премия не присуждалась.
- Литературная премия имени Сэя Ито:
  - проза: Хидэо Леви, «Поток» (仮の水);
  - критика: Рэйдзи Андо, «Мандала света» (光の曼陀羅).
- Премия имени Дзюна Таками — Хироя Такагай.
- Премия имени Дзюнъитиро Танидзаки — не присуждалась.

## Книги
- «Возвращение в зачарованный лес» (англ. Return to the Hundred Acre Wood) — продолжение истории Винни Пуха, написанное Дэвидом Бенедиктусом.
- «Моя футболиада» — книга Евгения Евтушенко о советском футболе.

### Романы
- «1Q84» — роман Харуки Мураками.
- «Аргонавт» - роман Александра Бушкова.
- «Белая голубка Кордовы» — роман Дины Рубиной[24].
- «Вдох-выдох» (нем. Atemschaukel) — роман Герты Мюллер.
- «Весь мир театр» — роман Бориса Акунина.
- «Заговор ангелов» — роман Игоря Сахновского.
- «И вспыхнет пламя» (англ. Catching Fire) — роман Сьюзен Коллинз.
- «Комбатант» - роман Александра Бушкова.
- «Лорд Сандэй» (англ. Lord Sunday) — роман Гарта Никса.
- «Не время для славы» — роман «кавказского цикла» российской писательницы Юлии Латыниной.
- «Околоноля» — российский роман, опубликованный под псевдонимом Натан Дубовицкий.
- «Под куполом» (англ. Under the Dome) — роман Стивена Кинга.
- «Продавцы невозможного» — роман Вадима Панова, из цикла «Анклавы».
- «Ребус Галла»— роман Вадима Панова, из цикла «Тайный Город».
- «Сыщик» - роман Александра Бушкова.
- «t» — роман Виктора Пелевина.

### Повести
- «Маруся» — фантастическая повесть писательницы, сценаристки Полины Волошиной и журналиста Евгения Кулькова
- «Р.А.Б. Антикризисный роман» — повесть Сергея Минаева.

### Малая проза
- «Легенды Арбата» — сборник рассказов Михаила Веллера.

## Умершие
- 27 января — Джон Апдайк, американский писатель, поэт и литературный критик, 76 ле.
- 3 февраля — Павел Загребельный, украинский писатель, 84 года.
- 20 марта – Дендевин Пюревдорж, монгольский писатель и поэт, 76 лет.
- 3 апреля — Алексей Парщиков, русский поэт, один из главных представителей метареализма 1980-х годов, 54 года.
- 14 апреля — Морис Дрюон, французский писатель, министр культуры Франции, 90 лет.
- 6 мая — Лев Лосев, русский поэт, литературовед и эссеист, педагог, 71 год.
- 8 мая — Михаил Кононов, современный российский писатель и переводчик, 61 год.
- 15 мая — Всеволод Некрасов, выдающийся русский поэт, теоретик искусства, один из лидеров «второго русского авангарда» и основателей «московского концептуализма», 75 лет.
- 28 мая — Ленри Питерс, гамбийский поэт и прозаик, 76 лет.
- 8 июня — Анна Журавлёва, историк русской литературы, 70 лет.
- 20 июня — Евгений Сабуров, современный русский поэт, драматург, прозаик, 63 года.
- 18 августа — Фернанда Пивано, итальянская писательница, эссеист, журналист, переводчик
- 27 августа — Сергей Михалков, советский детский поэт, автор гимнов СССР и России, 96 лет.
- 1 октября — Отар Чиладзе, грузинский писатель.
- 3 октября — Владимир Беэкман, эстонский писатель, 80 лет.
- 3 ноября — Франсиско Аяла, испанский писатель, 103 года.
- 30 ноября — Милорад Павич, сербский поэт, писатель, представитель постмодернизма и магического реализма, переводчик и историк сербской литературы XVII—XIX вв., 80 лет.
- 7 декабря — Пётр Вайль, российский и американский журналист, писатель, радиоведущий, 60 лет.
- 18 декабря — Любен Станев, болгарский писатель, сценарист, 85 лет.